# Wakandy
Wakandy is een Vlaamse televisieserie voor jeugd en jongeren, waarin de Vlaamse acteur Andy Peelman verschillende uitdagingen aangaat. Het eerste seizoen ging van start in 2018 en werd uitgezonden door de VTM en VTM Kids. De naam is een mix van de zin "Wa kan die?", dat in Algemeen Nederlands vertaald naar "Wat kan hij?", en Andy zijn eigen naam.

## Onderdelen
In het televisieprogramma gaat Andy Peelmaan verschillende challenges (uitdagingen) aan. Deze zijn bedacht door hemzelf, of ingestuurd door kijkers. In het programma worden er 3 challenges uitgevoerd, de "I challenge you", "Andy versus..." en de "Kijkersvraag". 
- I challenge you : een deel van het programma waarbij Andy een willekeurige kijker erbij haalt en deze uit een zak een uitdaging laat grabbelen. Als de challenge gekozen is, strijden Andy en de kijker om het snelste of beste te zijn in de challenge. Meestal zal Andy zijn best doen om vals te spelen, met wisselend resultaat. Als Andy wint, krijgt de kijker een "Wakandy-badge", maar dat gebeurt ook als hij verliest.
- Andy versus ... is het tweede deel van het programma. Andy neemt het op tegen een Bekende Vlaming of tegen iemand met een specifiek talent, waarbij Andy eerst leert wat hij moet doen, voordat hij het opneemt tegen de andere om te zien wie het beste is.
- De kijkersvraag is altijd een vraag of uitdaging, gestuurd door kijkers, vooral kinderen. Hierbij moet Andy de vraag beantwoorden of de challenge uitvoeren. Nadat hij dat doet, verstuurt hij de Wakandy-Badge naar de kijker.

## Wakandy-badge
De Wakandy-badge is een badge waar het logo van Wakandy op staat. Deze wordt weggegeven tijdens de challenges.

## Uitzendingen
In het eerste seizoen, dat aanving in september 2018, zijn veertig dagelijkse uitzendingen verschenen. Het jaar daarna is er een tweede serie gemaakt, met 28 afleveringen.